# Zombies: Global Attack
Pour plus de détails, voir Fiche technique et Distribution.
Zombies: Global Attack (Osombie) est un film d'horreur américain réalisé par John Lyde, sorti en 2012.

## Synopsis
En Afghanistan, en pleine lutte contre le terrorisme, un virus qui infeste le pays et change les gens en zombies.

## Fiche technique
- Genre : Horreur
- Classification : -12 ans

## Distribution
- Corey Sevier
- Eve Mauro
- Jasen Wade
- Danielle Chuchran
- Paul D. Hunt
- Matthew Reese
- William Rubio